# Nices karneval
Nice karneval er en løssluppen fest, hvor alt er tilladt, selv at gøre grin med alt og alle under dække af kostumer og masker og har været afholdt siden middelalderen, som indledning på 40 dages faste.
Festen afholdes over 2 uger, i begyndelsen af februar i Nice og tiltrækker mennesker fra nær og fjern. Både indbyggere i området og turister.

## Etymologi
Ordet karneval menes at betyde "carne levare" (væk med kødet).

## Historie
Det første vidensbyrd om karnevalet er fra 1294, da greven af Provence Karl af Anjou tilbragte "glade dage under karnevalet i Nice".
Indtil 1700-tallet blev festen holdt i de snævre gader i den gamle bydel, med maskeballer og optog. Folkets opførsel blev kontrolleret af narrenes abbeder, der var sat til at holde opsyn med udskejelserne.
I løbet af 1700-tallet indførtes, med inspiration fra karnevalet i Venedig, private maskeballer på bekostning af de offentlige løjer.
På grund af den franske revolution og de politiske og militære forhold under Napoleons første kejserdømme, blev der ikke afholdt karneval i begyndelsen af 1800-tallet. Først i 1830 begyndte man igen, at afholde karneval.
Indtil 1872 var karnevalet den løsslupne fest, det havde været i århundredene før, med festligt udklædte indbyggere, der kastede konfetti, mel og æg efter hinanden.
I 1873 oprettede man imidlertid en festival-komite, der skulle stå for løjerne organiseret af byrådet. Og den 23. februar 1873 gjorde Hans majestær Kong Karneval 1, sin entre. Det moderne karneval var født.
Under såvel 1. verdenskrig som 2. verdenskrig, samt under Golfkrigen, blev der ikke afholdt karneval.

## Udvikling
I dag har karnevalet udvilklet sig til en noget mere kontrolleret fest, med karnevalsoptoget og den traditionsrige blomsterparade "Bataille des fleurs".
Karnevalsoptoget der består af ca. 20 vogne, der er designet i henhold til årets tema, omkring 180 kæmpe-hoveder og gadeteater- og dansegrupper fra hele verden, finder sted på Promenade des Anglais.
Blomsterparaden er sammensat af 20 vogne, udsmykket med blomster, der for 90% vedkommende, kommer fra regionen, vil køre langs med Promenade des Anglais, mens 2-3 udklædte mænd eller kvinder vil uddele mellem 80 og 100.000 blomster til tilskuerne.

## Ekstern henvisning
Karnevalets officielle hjemmeside
43°42′12″N 7°15′59″Ø / 43.7034°N 7.2663°Ø